# Feliks Wrobel
Pour les articles homonymes, voir Wróbel.
Feliks Wrobel (né le 15 mai 1894 à Włocławek, mort le 15 avril 1954 à Cracovie) est un compositeur polonais.
Wrobel étudie au Conservatoire de Varsovie avec Grzegorz Fitelberg et Piotr Rytel puis enseigne au conservatoire de Łódź. À partir de 1945 il est professeur de composition et direction d'orchestre à l'Académie de Musique de Cracovie.
Il a écrit trois poèmes symphoniques et une Sinfonietta, un concerto pour contrebasse, de la musique de chambre, des pièces pour piano et des ballets.

## Sources
- (pl) Alfred Baumgartner : Propyläen Welt der Musik Bd.5,   (ISBN 3-549-07835-8)

- (de) Cet article est partiellement ou en totalité issu de l’article de Wikipédia en allemand intitulé « Feliks Wrobel » (voir la liste des auteurs).